# Busztyno (stacja kolejowa)
Busztyno (ukr: Станція Буштина) – stacja kolejowa w miejscowości Busztyno, w Obwodzie zakarpackim, na Ukrainie. Jest częścią administracji użhorodzkiej Kolei Lwowskiej. Znajduje się na linii Batiowo - Sołotwyno.
Stacja została otwarta w 1872 jako część kolei Batiowo - Syhot.
Na stacji zatrzymują pociągi regionalne i pociągi przyspieszone.

## Linie kolejowe
- Batiowo – Sołotwyno